# Coppa San Sabino
Pour les articles homonymes, voir Sabino (homonymie).
La Coppa San Sabino est une course cycliste italienne qui se déroule à Canosa di Puglia, dans les Pouilles. Épreuve réputée du sud de l'Italie, elle est organisée chaque année au 2 août par le Gruppo Sportivo Patruno, dans le cadre des festivités annuelles de la ville.
La Coupe figure actuellement au calendrier régional de la Fédération cycliste italienne, en catégorie 1.19. Elle est par conséquent réservée aux cyclistes espoirs (moins de 23 ans) et élites sans contrat. 

## Histoire
La première édition a lieu en 1951. Par le passé, de nombreuses éditions ont été réservées aux cyclistes juniors (moins de 19 ans). Aujourd'hui, la course est disputée par des coureurs espoirs (moins de 23 ans) et élites sans contrat. 
En 2018, la Coupe est exceptionnellement réservée aux juniors. L'édition 2020 est annulée en raison du contexte sanitaire lié à la pandémie de Covid-19. Elle fait son retour en 2021, une nouvelle fois dans le calendrier junior italien,. 